# موزه اشتدلیک آمستردام
موزه‌ی اِستِیدلِک آمستردام (انگلیسی: Stedelijk Museum Amsterdam) موزه‌ای ویژه‌ی هنر نوین و معاصر است که در آمستردام، هلند واقع شده است. ساختمان این موزه در سده ۱۹ میلادی بنا نهاده شد، و بخشی که امروزه ورودی موزه از آن می‌گذرد، در سده ۲۰ام بدان افزوده شد. این موزه در میدان موزه در محله امستردام-زوید و در نزدیکی موزه ون‌گوگ، موزه امپراتوری هلند (موزه ملی هلند) و تالار کنسرت آمستردام قرار دارد.
مجموعه این موزه شامل کارهای هنر مدرن و معاصر از سده ۲۰ و ۲۱ میلادی است. این مجموعه شامل کارهایی از ونسان ون‌گوک، واسیلی کاندینسکی، ارنست لودویگ کیرشنر، مارک شاگال، آنری ماتیس، جکسون پولاک، کارل اپل، اندی وارهول، ویلم دکونینگ، مارلن دوما، و لوچیو فونتانا است.